# Université de Fuzhou
L'université de Fuzhou est une université chinoise fondée en 1958 à Fuzhou, où elle est partagée en deux campus par le Min.